# エリック・ウッド
エリック・ウッド（Eric Wood 1986年3月18日- ）はオハイオ州シンシナティ出身の元アメリカンフットボール選手。NFLのバッファロー・ビルズに所属していた。現役時代のポジションはセンター。

## 経歴

### プロ入りまで
高校2年時にはタイトエンドとしてプレー、3年時にタックルとして全15試合に先発出場した。
大学進学を前にRivals.com, Scout.com からは2つ星に評価された。トップランクのオフェンシブラインマンには評価されなかったが、ルイビル大学、ボーリング・グリーン州立大学、オハイオ大学、シンシナティ大学、インディアナ大学、コロンビア大学からのオファーを受け、ルイビル大学に進学した。
初年度はレッドシャツで過ごした。2005年、全12試合にセンターとして先発出場、Rivals.com , スポーティングニュース、カレッジフットボールニュースよりフレッシュマンのオールアメリカンに選ばれた。また学業でもビッグ・イースト・カンファレンスで表彰されている。2006年、2007年も全試合に先発出場した。2007年にはQBブライアン・ブロームに率いられたオフェンスは全米6位の1試合あたり488.0ヤードを獲得した。2006年から2008年まで3年連続でビッグ・イースト・カンファレンスのオールチームに選ばれている。4年間で49試合連続でセンターとして先発出場したが、これはトラビス・レフューの51試合に次ぐ大学歴代2位の記録となっている。
2009年のNFLドラフトではアレックス・マックと共にカレッジベストのセンターの1人と評価された。ピッツバーグ・スティーラーズの往年のセンター、マイク・ウェブスターとも比較された。
ドラフト前のスカウト・コンバインではベンチプレスを30回こなした。

### バッファロー・ビルズ
2009年のNFLドラフトでは、1巡21位で指名されたマックに続いて、1巡28位でバッファロー・ビルズに指名された。ドラフト1巡でセンターが2人指名されたのは、1983年にデイブ・リミントン、ドン・モスバーが指名されて以来のことであった。
ビルズでは右ガードとしてキャリアを開始した。トレーニングキャンプ開始前には契約がまとまらず、同年7月28日、チームと5年契約を結んだ。契約金額は1,200万ドル以上と報じられた。右ガードとして先発の座を手にし、センターのジェフ・ハンガートナー、左ガードのアンディ・レビツリーらとユニットを組んだ。第11週のジャクソンビル・ジャガーズ戦の第4Qにモンタビアス・スタンリーに足を踏まれて、脛骨、腓骨を複雑骨折し、ジャクソンビルの病院で手術、11月24日には故障者リスト入りし、シーズンを終えた。
2010年10月21日のシンシナティ・ベンガルズ戦で左足を痛めた。この年足首の怪我のため、ピッツバーグ・スティーラーズ戦、ミネソタ・バイキングス戦の2試合に欠場した。
2011年、ハンガートナーとの争いに勝ち、センターのポジションを手に入れた。ガードにはレビツリーとクレイグ・アービックが入った。オフェンスライン及びQBライアン・フィッツパトリック、RBフレッド・ジャクソンに率いられたオフェンスは復活を果たしたが、第9週に負傷し、シーズンを終えた。この年彼は対峙した守備選手にQBサックを許していなかった。